# Яневский, Станислав
Станислав Руменов Я́невский (англ. Stanislav Rumenov Ianevski, болг. Станислав Руменов Яневски) — болгарский актёр, наиболее известный по роли Виктора Крама в фильме «Гарри Поттер и Кубок огня».

## Биография

### Ранняя жизнь
Станислав Яневский родился в Болгарии, потом жил в течение 5 лет в Англии, а также в Израиле. В Англии посещал школу «Mill Hill». Во время её посещения у Станислава не было особых стремлений стать актёром.

### Карьера
В 2004 году карьера Станислава началась, когда его заметила Фиона Вейр, ассистент по актёрам фильма «Гарри Поттер и Кубок огня». В этом фильме Станислав сыграл роль Виктора Крама. Он смог обойти 600 конкурентов, которые проходили кастинг на эту роль в Софии, а в 2007 году сыграл роль Мирослава в фильме ужасов Элая Рота «Хостел 2».
В 2010 году он продолжил роль Виктора Крама в фильме «Гарри Поттер и Дары Смерти: часть 1», но впоследствии кадры с его участием были вырезаны во время монтажа.
В 2011 году снялся в фильме «Сопротивление».

## Фильмография
| Год  | Название на русском                   | Название на языке оригинала                  | Роль        |
| ---- | ------------------------------------- | -------------------------------------------- | ----------- |
| 2005 | «Гарри Поттер и Кубок огня»           | Harry Potter and the Goblet of Fire          | Виктор Крам |
| 2007 | «Хостел 2»                            | Hostel: Part II                              | Мирослав    |
| 2010 | «Гарри Поттер и Дары Смерти: часть 1» | Harry Potter and the Deathly Hallows: Part 1 | Виктор Крам |
| 2011 | «Сопротивление»                       | Resistance                                   | Бернард     |